# Peder Hansen Resen
Peder Hansen Resen (født 17. juni 1625, død 1. juni 1688) var en dansk historiker, retslærd og præsident i residensstaden, søn af biskop Hans Hansen Resen. Han er bl.a. kendt for kortsamlingen Atlas Danicus.

## Ungdom og uddannelse
Efter at være omhyggelig forberedt af private lærere blev han 1641 sat i Vor Frue Skole, hvorfra han 1643 afgik til universitetet. 1645 tog han teologisk attestats og var siden et års tid hører ved Vor Frue Skole, indtil han i maj 1647 i følge med Rasmus Bartholin tog på en udenlandsrejse, der først gik til Nederlandene, hvor Resen gjorde et fire-årigt ophold i Leiden og lagde sig efter filologi og retsvidenskab. Her samledes han 1651 med sine tre brødre, af hvilke Elias druknede på en udflugt til Amsterdam. Snart efter rejste Resen til Frankrig og opholdt sig flere måneder i Paris, hvor han i forening med magister Laurids Bording flittig besøgte så vel lærde mænd som boglader og biblioteker. Her fra tog han til Orléans og tog nu sammen med Corfits Trolle og dennes hovmester Conrad Hesse på en ikke farefri rejse gjennem Frankrig og Spanien, og kun frygt for at blive opsnappet af "tyrkerne" afholdt dem fra at sætte over fra Gibraltar til Afrika. Tilbagevejen gik gennem Sydfrankrig til Genova, hvor Resen 1652 skiltes fra sine rejsefæller for at drage til Padova, hvor han studerede retsvidenskab et års tid og vandt megen anseelse hos de studerende, som valgte ham til Consiliarius nationis Germanicæ jurisconsultorum og til universitetets vicesyndikus; som sådan havde han audiens hos dogen og rådet i Venedig, erhvervede et hidtil savnet privilegium for universitetet og kunne, om han havde ønsket det, have opnået St. Marcusordenen. Hans portræt blev stukket i kobber pa de tyske juristers bekostning og hans navn og våben indsat på en sten i universitetets mur. En planlagt rejse til Orienten opgav han ved efterretningen om sin fars sygdom og nøjedes med en udflugt til Rom og Napoli. På tilbagevejen fik han i Rom meddelelse om farens død, og i Firenze nåede budskabet om hans mors bortgang ham. Over Padova, hvor han nedlagde sine akademiske æresposter og modtog den juridiske doktorgrad i september 1653 styrede han nu sin kurs over Trento, Augsburg, Regensburg, gennem Sachsen, Braunschweig og Lüneburg til Hamborg og endelig over Lübeck til København, hvor han ankom i november 1653.

## Embede og ægteskab
Som en ung lærd af store forhåbninger og som medlem af en slægt, der havde et højt anset navn i den akademiske verden, var Resen selvskreven til en lærestol ved universitetet. Da en sådan 1657 blev ledig, ansattes han derfor som professor ethices og steg 1662 til det juridiske professorat. Som det var almindeligt dengang at anvende fremragende kræfter i flere embeder på én gang, fandt også Resens evner mangesidig anvendelse. 1664 gjorde kongen ham til borgmester i København, 1669 blev han assessor i Højesteret, og 1672 blev embedet som præsident i residensstaden ham betroet; desuden fungerede han 1672-1676 i statskollegiet. 1677 blev han justitsråd, 1684 etatsråd, og 1680 fik han våbenbrev. I forarbejderne til Danske Lov tog han del som medlem af den 3. revisionskommission (1680-1681). Efter flere års tiltagende svagelighed af podagra døde han i København 1. juni 1688. Fra 1683 havde han været fritaget for sine akademiske pligter uden for konsistorium, idet han fik tilladelse til at overdrage dem til magister Jens Bircherod. Resen havde 8. juli 1655 i København ægtet Anna Meier, med hvem han levede i barnløst ægteskab; hun var født 26. februar 1625 i Itzehoe, hvor hendes far, Hein Meier, var en anset handelsmand, og var enke efter Michael v. Uppenbusch (død 1645 som tolder i Glückstadt) og Poul Duus (død 1654). Hun overlevede Resen med halvandet år og døde i København natten mellem 5. og 6. december 1689.

## Historikeren
De forhåbninger, man knyttede til Resen, opfyldte han til fulde; han blev en pryd for den danske højskole, og i videnskabernes historie i Danmark nævnes hans navn med ære ved siden af Wormers og Bartholiners navne. Som professor var han vistnok den første, som forelæste over dansk ret; som emne for sine forelæsninger nævner han selv – foruden Chronologia Juris civilis et ecclesiastici og Fundamenta Juris civilis et canonici – Jurisprudentia Romano-Danica eller "lovenes rette kundskab både af de romerske og danske lovbøger", og det vides, at han tænkte på at udgive sin forelæsning over dansk lovkyndighed. Resens levende historiske interesse drog ham mest til behandlingen af de gamle nationale love, af hvilke han udgav adskillige, således 1675 den norske hirdskrå og den danske vederlagsret med dansk og latinsk oversættelse og senere forskellige gamle stadsretter (1683), Erik Krabbes tyske oversættelse af Jyske Lov (1684, med en udførlig fortale, indeholdende efterretninger om Dannebrogordenen, Erik Krabbe og hans slægt med mere) og Christian II's love (1684).
Som han var banebryder ved udgivelsen af disse gamle mindesmærker, således tilkommer Resen også æren for at være den første, der gjorde Snorres Edda og Völuspá og Hávamál tilgængelige i trykt form (1665 og 1673), alle forsynede med latinsk oversættelse, Edda tillige med dansk. Udgaven af Völuspá var væsentlig Gudmund Andréssons arbejde, og det samme gjælder det Lexicon Islandicum, som Resen udgav 1683. Der er heller ikke meget af Resen eget i det store historiske Arbejde Kong Frederik II's Krønnike, som han udgav 1680, i hovedsagen støttende sig til et efterladt værk af Claus Christophersen Lyschander; men alene det, at han bekostede sådanne skrifter trykte, er al ære værd. Et andet historisk arbejde, der endnu har værdi, er den samling Inscriptiones Hafnienses, han lod trykke 1668 og tilegnede kansler Peder Reedtz; det indeholder tillige efterretninger om Tycho Brahe og hans ophold på Hven.

## Atlas Danicus
Resens hovedværk er kortværket Atlas Danicus. Hans hensigt var at give en beskrivelse af Danmark, indeholdende udførlige oplysninger om ethvert steds historie og mindesmærker. Allerede 1666 lod han sin første opfordring udgå til gejstligheden om at gøre indberetning til ham til brug ved værkets udarbejdelse; det var da væsentlig antikviteterne, han havde opmærksomheden henvendt på, men i senere anmodninger til gejstligheden om dens bistand (1681 og 1686) udbad han sig desuden underretning om landets fysiske ejendommeligheder, dets fauna og flora med videre.
På grundlag af de således indkomne relationer, af hvilke enkelte endnu er bevarede, og sine egne samlinger udarbejdede Resen sit atlas, hvori han tillige indførte en mængde aktstykker og breve, på dansk, og man får en forestilling om det uhyre arbejde, der var nedlagt heri, når man hører, at materialet til det optog 30 folianter. Dertil lod han optage kort, prospekter i fugleperspektiv og andre afbildninger, som blev stukket i kobber eller skåret i træ.
At få et så voluminøst værk udgivet indså forfatteren nok var uoverkommeligt, og han lod derfor i sine sidste leveår Johan Brunsmand og andre gøre uddrag deraf på latin til trykken. Som prøver havde han (1675 og 1677) ladet trykke beskrivelserne over Samsø og København; mere kom desværre aldrig ud, selvom Resen fik forskellige begunstigelser til værkets udgivelse, der 1685 var så nær forestående, at der blev nedsat en kommission til at gennemse det. Efter hans død gjorde enken, hvem det i følge hans testamente pålå at besørge atlasset udgivet, skridt dertil, idet hun overdrog magister Christian Aarsleb at forestå trykningen; men da hun selv snart efter døde, og Aarsleb 1692 blev landsbypræst, blev udgivelsen til intet.
Hovedværket tillige med de fleste af kobberpladerne havnede i Københavns Universitetsbibliotek, med hvilket det brændte 1728 ved Københavns brand. Resens bearbejdede værk, og de mange noter, i alt 39 folianter forsvandt, men der eksisterede en afskrift af de 7 bind folianter som af Resen var blevet udarbejdet for trykken. Afskriften var blevet foretaget på ordre af gehejmeråd Vincents Lerche. Efter branden indså Lerche at hans afskrift var blevet uvurderlig, og han holdt den for sig selv, og det samme gjorde hans søn som arvede den. Men da sønnen lå på dødslejet testamenterede han værket til kongen og det blev dermed tilgængeligt for arkitekten Laurids de Thurah som selv var i gang med at skrive et stort værk om København. Han fik afskriften til låns og fik selv foretaget en afskrift af dette. Kongens afskrift brændte under Christiansborgs brand 1794 og kun Thurahs var tilbage. Dette blev doneret til Det Kongelige Bibliotek hvor det findes den dag i dag.
I løbet af 1900-tallet (fra den første udgave af Bornholms-beskrivelse i 1925 til det sidste bind der beskriver Vestsjællands købstæder i 1996) blev det meste af manuskriptet trykt både i den originale latinske version og i dansk udgave, foruden at de mange kobbertavler som havde overlevet branden (nogle gik tabt) også udkom i separate værker.

## Resens bogsamling
Resen var fra sin ungdom en elsker og kender af bøger, og hvor meget han var beredt til at ofre for at tilfredsstille sin litterære lidenskab, fortæller han selv et eksempel på fra sin udenlandsrejse, da han beså det ypperlige bibliotek i klosteret Collegium S. Laurentii i Madrid og forgæves bød 100 rigsdaler for at få Lov til at lade udskrive bibliotekets katalog. Fra omkring 1659 samlede Resen bestandig bøger; dels købte han dem paa auktioner – hans broder doktor Poul Resens bibliotek var det første, der bortauktioneredes i København (1661) – dels skaffede han sig dem ved at skrive til bisper og andre lærde i Danmark, Norge og Island, for eksempel Jacob Bircherod og Peder Syv, dels lod han "en særdeles person og studiosus" drage til Skåne for at opkøbe bøger; som han selv bemærker, var han ufornøjet i sit sind, når han dem ikke bekom. Det lykkedes ham således at tilvejebringe en overordentlig rig samling af dansk-nordisk litteratur, hvilken han tillige med, hvad han ellers havde samlet, især af fremmed juridisk litteratur, forærede universitetsbiblioteket, hvori disse fag var svagt repræsenterede; også en mængde håndskrifter fandtes i samlingen, over hvilken han 1686 udgav en fortegnelse, forsynet med hans levnedsbeskrivelse og portrætter. Men også denne sjældne samling, der hverken før eller senere har haft sin lige, gik til grunde 1728. Sin farfars betydelige håndskriftsamling havde han også skænket universitetsbiblioteket. Af københavnske lavsskråer og andre aktstykker til hovedstadens historie foranstaltede han en stor håndskreven samling, der til dels endnu findes.